# El Mirage (Arizona)
El Mirage város az USA Arizona államában, Maricopa megyében. Lakosainak száma 35 805 fő (2020. április 1.).

## Népesség
A település népességének változása:
| Lakosok száma | 1723 | 31 797 | 35 805 |
|               | 1960 | 2010   | 2020   |